# Evergrande Group

China Evergrande Group — багатопрофільний китайський інвестиційний холдинг, найбільший оператор житлової нерухомості в південній провінції Гуандун і один з найбільших операторів нерухомості Китаю (входить в число двадцяти найбільших компаній країни). Заснований в 1996 році, формально зареєстрований на Кайманових островах, фактична штаб-квартира розташована в місті Шеньчжень. Контрольний пакет акцій Evergrande Group належить китайському мільярдерові Сюй Цзяінь (він же Хой Ка Янь). Міноритарними акціонерами Evergrande Group є гонконгська група Chinese Estates Holdings і глава корпорації Alibaba Group мільярдер Джек Ма.
Крім операцій з нерухомістю Evergrande Group займається будівництвом, туризмом, готельним бізнесом, тематичними парками, охороною здоров'я, виробництвом електромобілів, спортивним і розважальним бізнесом. Станом на 2019 рік прибуток Evergrande Group становив 71,7 млрд дол., Прибуток — 5,8 млрд дол., активи — 273,8 млрд дол., ринкова вартість — 42,5 млрд дол., В компанії працювало 125,5 тис. співробітників.
Основними конкурентами Evergrande Real Estate Group на найбільшому в Китаї ринку нерухомості Гуандуна є компанії Country Garden Holdings, China Vanke, Poly Developments and Holdings, Guangzhou R&F Properties, Agile Property, Gemdale Group, Logan Property Holdings, Kaisa Group, Times Property Holdings і Hopson Development.
20 вересня 2021 року акції холдингу впали на 10% через повідомлення про борги на 305 млрд дол.

## Історія
Компанія Evergrande Group була заснована в 1996 році в місті Гуанчжоу і починала свій бізнес з будівництва доступного житла. Через три роки Evergrande Real Estate Group увійшла в десятку найбільших девелопментських компаній міста. З 2000 року Evergrande зосередилася на будівництві елітної нерухомості під брендом «Jinbi».
У 2006 році Evergrande Real Estate Group залучила в якості іноземних інвесторів таких фінансових гігантів, як Temasek Holdings, Deutsche Bank і Merrill Lynch. Отримані кошти дозволили компанії вийти на прибуткові ринки нерухомості Шанхая, Тяньцзіня, Уханя і Ченду, а також увійти до числа двадцяти найбільших забудовників Китаю.
У 2009 році компанія Evergrande Real Estate Group вийшла на Гонконгську фондову біржу, ставши найбільшим материковим оператором нерухомості в Гонконгу за ринковою вартістю. У 2010 році група придбала футбольний клуб Guangzhou Evergrande Taobao (Гуанчжоу), який незабаром під проводом італійського тренера Марчелло Ліппі виграв Азійську лігу чемпіонів. До кінця 2011 року група Evergrande реалізувала більше 200 будівельних проектів в 120 великих містах Китаю. У 2013 році продажі компанії вперше перевищили 100 млрд юанів.
У 2015 році Evergrande Group розпочала диверсифікацію свого бізнес-портфеля, інвестувавши кошти у фінансовий сектор, туризм і охорону здоров'я. У 2016 році Evergrande Group увійшла в список 500 найбільших компаній світу і стала найбільшим в світі девелопером нерухомості. Стратегія компанії, орієнтована на швидке зростання активів і виручки за рахунок швидкого зростання боргу, була успішною, поки швидко росли і ціни на нерухомість (в цей період Пекін, Шанхай і Шеньчжень увійшли в десятку міст світу з найдорожчим житлом), але з початком уповільнення економіки КНР в 2016 році така стратегія початку пробуксовувати. Компанії довелося уповільнити скупку нових земельних ділянок, залучити нових інвесторів і ще більше розширити сферу діяльності, на цей раз в виробництво електромобілів, купивши в 2017 році 45-процентну частку в американському стартапі Faraday Future.
У січні 2019 року Evergrande Group придбала виробника електрокарів National Electric Vehicle Sweden, який в свою чергу контролює компанію Saab Automobile AB (Тролльхеттан) і має частку у виробнику спорткарів Koenigsegg (Енгельхольм). У першому півріччі 2020 року Evergrande Group успішно подолала кризу на ринку нерухомості, що виникла через пандемію. Влітку 2021 року через борги Evergrande Group почала шукати інвестора для свого підрозділу електромобілів Evergrande New Energy Vehicle Group.

## Фінансові зобов'язання
Станом на кінець вересня 2021 року корпорація Evergrande має фінансові зобов'язання в розмірі близько 300 мільярдів доларів. Багато аналітиків та фінансових експертів, а також ЗМІ ставлять під сумнів спроможність корпорації виплатити теперішні боргові зобов'язання.

## Криза ліквідності корпорації
На початку літа 2021 року ЗМІ почали повідомляти про фінансові проблеми в корпорації Evergrande.
У другій половині 2021 року, стало відомо що китайський гігант у сфері нерухомості Evergrande опинився на межі банкрутства. Акції компанії на Гонконзькій фондовій біржі стрімко дешевшають: менш ніж за рік вони втратили 84% своєї ціни. Це сталося після того, як фірма оголосила масштаб своїх фінансових проблем. За повідомленнями ЗМІ, сукупний борг компанії зараз становить близько 300 млрд доларів.
Рада директорів Evergrande, однак, пообіцяла виконати свої зобов'язання перед покупцями, інвесторами та банками. Наприклад, у компанії оголосили, що готові розплатитися з дрібними інвесторами нерухомістю.
В кінці жовтня 2021 року, Bloomberg з посиланням на джерела повідомив що влада КНР, вимагає, щоб мільярдер Хуей Ка Ян - засновник Evergrande, використовував свої особисті статки для пом'якшення боргової кризи China Evergrande Group (компанія має зобов'язання на 300 млрд дол).
10 листопада 2021 року, китайська компанія-гігант Evergrande продала акції медіакомпанії на 145 мільйонів доларів, щоб погасити борги. Нині вона перебуває на межі банкрутства.
У вечері 10 листопада 2021 року, стало відомо що китайський забудовник China Evergrande Group знову не заплатив відсотки інвесторам за облігаціями - інвестор Deutsche Markt Screening Agentur GmbH готує процедуру банкрутства компанії.
Але це автоматично не призводить до банкрутства Evergrande Group, кажуть в DMSA.
"Для визначення банкрутства необхідно подати до суду заяву про банкрутство. Це може зробити як сама компанія, так і один або кілька кредиторів компанії. І це саме те, що зараз заплановано", - йдеться у прес-релізі.
"DMSA готує процедуру банкрутства Evergrande. Ми вже ведемо переговори з іншими інвесторами з цього приводу. Ми були б раді, якби інші інвестори приєдналися до нашої групи", - каже Мецлер.
"Як тільки суд відкриє провадження у справі про банкрутство, Evergrande також буде офіційно банкрутом - і це лише питання днів", - наголосили в DMSA.
11 листопада 2021 року, стало відомо що китайський забудовник China Evergrande Group таки виплатив відсотки за простроченими облігаціями - ЗМІ пишуть, що компанії поки вдалося уникнути дефолту. Проте це не знімає проблеми ліквідності забудовника.
19 листопада 2021 року, стало відомо що засновник та генеральний директор Evergrande використав власні активи для того, щоб компанія продовжувала функціонувати. Сюй Цзяїнь уже залучив приблизно 7 мільярдів юанів або 1,1 мільярда доларів США із власних коштів, отриманих від продажу та застави активів.
9 грудня 2021 року Bloomberg та Fitch Ratings повідомили що китайський забудовник Evergrande вперше оголосила дефолт щодо виплат за доларовими кредитами.

## Власники та керівництво
Засновнику компанії Сюй Цзяінь належить 77,47 % акцій Evergrande Group, в основному через зареєстровану на Британських Віргінських островах компанію Xin Xin (BVI) Limited, він же займає пост голови ради директорів. Сюй Цзяінь є найбільшим філантропом Китаю, випереджаючи таких великих благодійників, як Ян Гоцян (глава Country Garden Holdings) і Джек Ма (глава Alibaba Group).
Станом на 19 листопада 2021 року, Forbes оцінює капітал Сюй Цзяїня у 11,5 мільярда доларів. Натомість за версією Bloomberg китайський бізнесмен володіє статками у розмірі 7,88 мільярда доларів.

## Структура

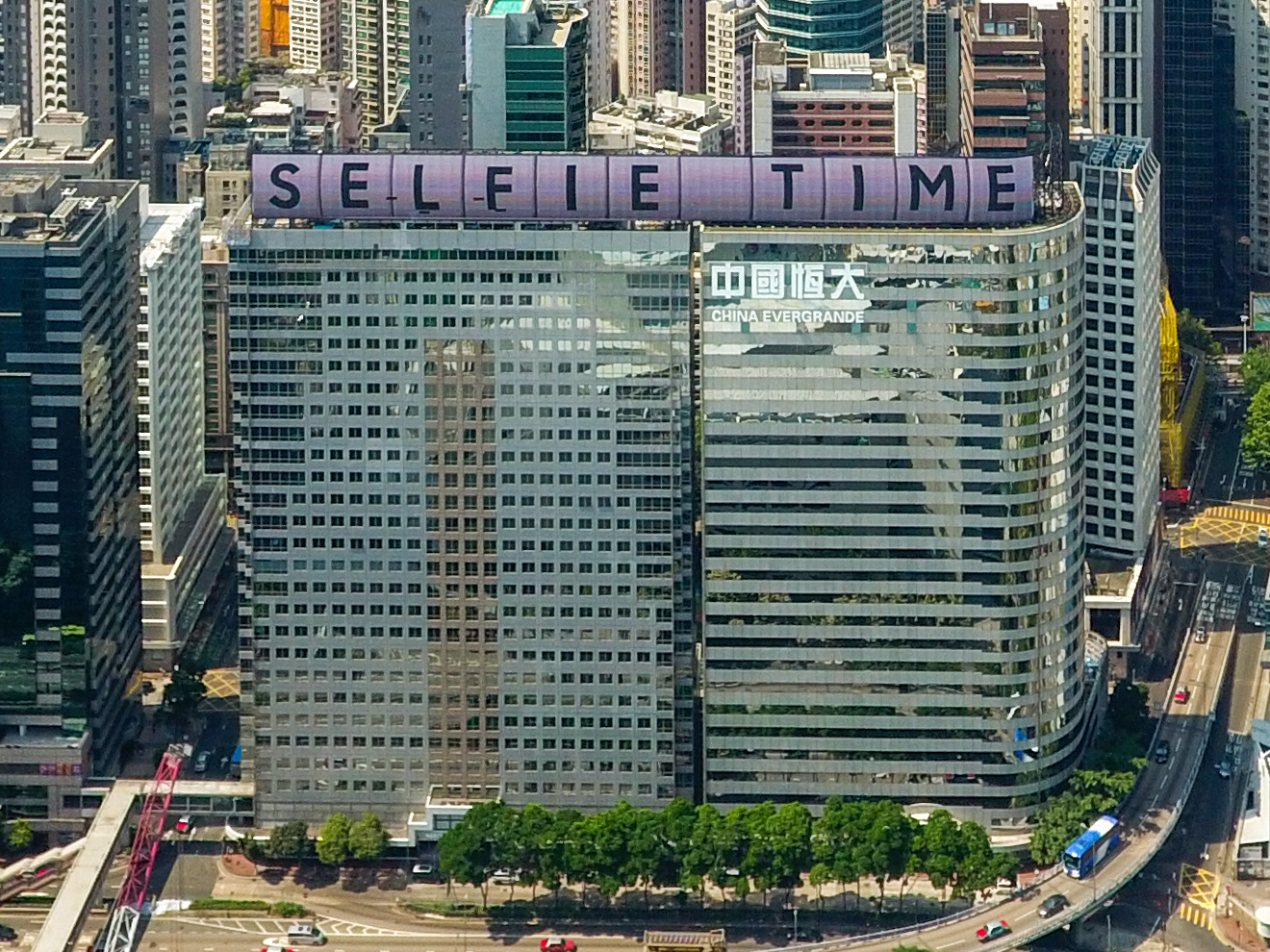
Evergrande Centre в Гонконзі

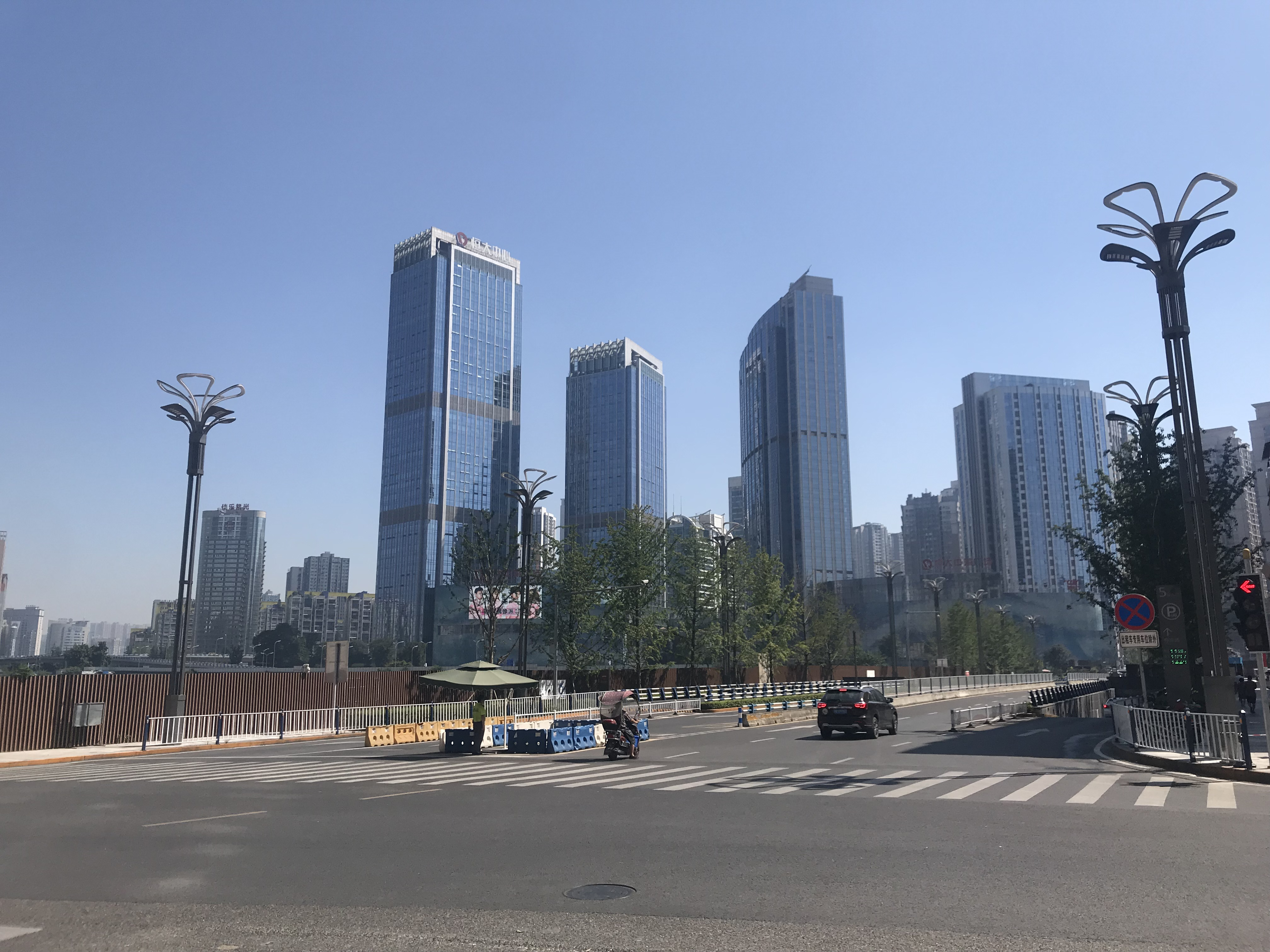
Evergrande Center в Чунцині

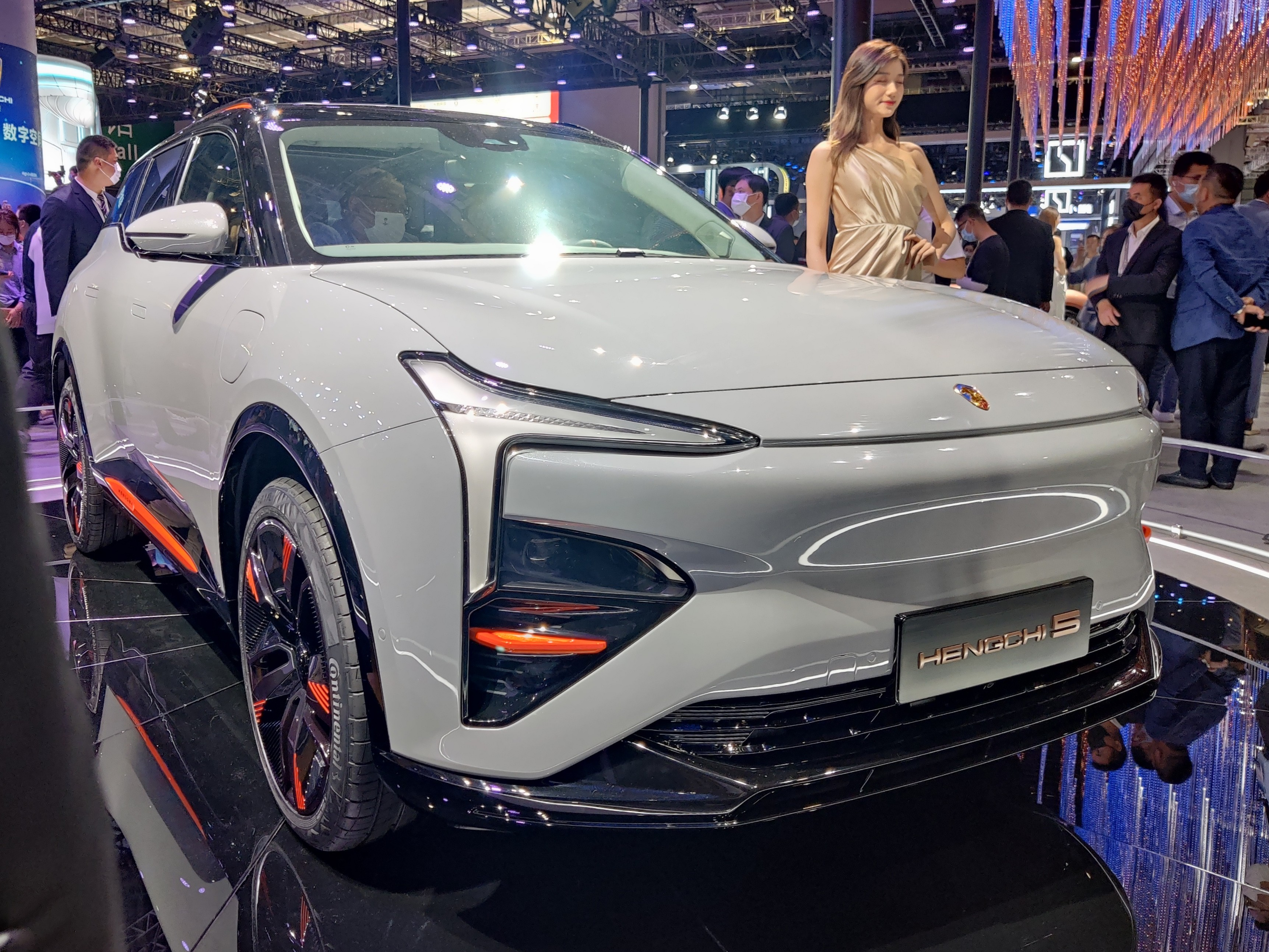
Електромобіль марки Hengchi

- Evergrande Real Estate Group має понад 800 житлових, офісних і торгових проектів в більш ніж 280 містах Китаю (найбільші активи зосереджені в містах Гуанчжоу, Фошань, Дунгуань, Шеньчжень, Гонконг, Чанша, Наньнін, Гуйян, Куньмін, Чунцин, Ченду, Сіань, Хефей, Нанкін, Ухань, Лоян, Чженчжоу, Тайюань, Тяньцзінь, Шеньян)[31].

- Evergrande Automotive Group (включаючи дочірні компанії Evergrande New Energy Automotive, National Electric Vehicle Sweden, Saab Automobile, Koenigsegg, Protean і e-Traction) виробляє електромобілі під брендом Hengchi в Швеції і Китаї (заводи в Гуанчжоу, Шанхаї і Тяньцзіні), автомобільні комплектуючі в Німеччині, Нідерландах, Великій Британії та Китаї, а також веде науково-дослідні роботи в Китаї, Японії, Південної Кореї, Швеції, Німеччини, Австрії, Нідерландах, Великій Британії та Італії[32][33][21].

- Evergrande Power Technology Group (включаючи дочірню компанію CENAT) виробляє акумуляторні батареї в Японії і Китаї.

- Guanghui Industry Investment Group (включаючи дочірню компанію China Grand Auto) є одним з найбільших автомобільних дилерів Китаю.

- Evergrande New Energy Technology Group розвиває найбільшу в Китаї мережу станцій зарядки електромобілів.

- Evergrande Tourism Group управляє мережею тематичних парків китайської історії і культури Evergrande Fairyland, термальним аквапарком Evergrande Water World і парком розваг Ocean Flower Island на острові Хайнань[34].

- Evergrande Health Group (котирується на Гонконгській фондовій біржі) займається медичними дослідженнями і управляє мережею будинків для літніх людей Evergrande Healthy Land, мережею жіночих лікарень Boao Evergrande International Hospital і мережею медичних курортів[35].

- Evergrande Hi-tech Agriculture займається розвитком сучасних сільськогосподарських технологій.

- Evergrande Life Insurance займається страхуванням життя і медичним страхуванням[36].

- China Calxon Group (котирується на Шеньчженьській фондовій біржі) управляє мережею з більш ніж ста кінотеатрів.

- HengTen Networks Group (спільне підприємство Evergrande Group і Tencent) працює в сфері інтернет-послуг.

Також Evergrande Group інвестує кошти у виробництво мінеральної води під маркою Evergrande Spring, дитячого харчування, свинини і в високотехнологічні сектори, включаючи авіабудування, відновлювальна енергетика (сонячні батареї), штучний інтелект, суперкомп'ютери, медична робототехніка і онлайн-торгівля.
|                 | 2006   | 2007  | 2008  | 2009  | 2010  | 2011  | 2012  | 2013  | 2014  | 2015  | 2016  | 2017  | 2018  |
| --------------- | ------ | ----- | ----- | ----- | ----- | ----- | ----- | ----- | ----- | ----- | ----- | ----- | ----- |
| Оберт           | 1,983  | 3,167 | 3,607 | 5,723 | 45,80 | 61,92 | 65,26 | 93,67 | 111,4 | 133,1 | 211,4 | 311,0 | 466,2 |
| Чистий прибуток | 0,325  | 1,079 | 0,632 | 1,117 | 8,025 | 11,73 | 9,182 | 13,71 | 18,17 | 17,37 | 12,73 | 40,91 | 66,70 |
| Активи          | 7,794  | 21,38 | 28,52 | 63,07 | 104,5 | 179,0 | 239,0 | 348,1 | 474,5 | 757,0 | 1 351 | 1762  | 1880  |
| Власний капітал | -0,508 | 0,851 | 8,583 | 13,16 | 21,37 | 34,13 | 41,69 | 79,34 | 112,4 | 142,1 | 192,5 | 242,2 | 308,6 |

## Спорт
Evergrande Group належать чоловічий футбольний клуб Guangzhou Evergrande Taobao, який виступає в китайській Суперлізі (іншим співвласником клубу є інтернет-гігант Alibaba Group), і жіночий волейбольний клуб Guangdong Evergrande (Шеньчжень). У 2012 році Evergrande Group відкрила в місті Цін'юань найбільшу в країні приватну футбольну школу.